# Abborrtjärnen (Ore socken, Dalarna, vid Orsa rå)
Abborrtjärnen är en sjö i Rättviks kommun i Dalarna och ingår i Dalälvens huvudavrinningsområde.